# كوانغ ميونغ سونغ-4

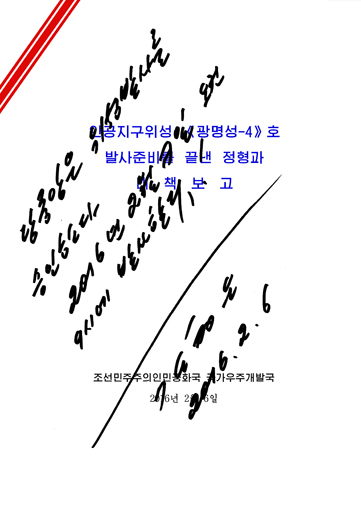

كوانغ ميونغ سونغ-4 وتعني النجم المتألق-4 هو قمر صناعي لرصد الأرض أطلقته جمهورية كوريا الشعبية الديمقراطية في 7 فبراير 2016 في 00:30 بالتوقيت العالمي الموحد، باستخدام مركبة إطلاق أونها التي انطلقت من مركز سوهاي الفضائي في مقاطعة شولسان في إقليم فونغان الشمالي. وُضع القمر الاصطناعي بميل بزاوية 97.5 درجة في مدار قطبي متزامن مع الشمس بحضيض 465 كلم وأوج عند ارتفاع 502 كلم، وتبلغ فترة مدار القمر 94.3 دقيقة. وتتكرر فترة المراقبة الأرضية كل 4 أيام.
كان موعد الإطلاق مقدرًا بين 8-25 فبراير، لكن في 6 فبراير، غيرت كوريا الشمالية الإطار الزمني للإطلاق ليكون بين 7-14 فبراير. صرحت الإدارة الوطنية للتطوير الجوفضائي أن الإطلاق «حدث ملحمي في تطوير قدرات البلاد العلمية والتقنية والاقتصادية والدفاعية بالممارسة الشرعية لحق استخدام الفضاء لأغراض مستقلة وسلمية». هذا الإطلاق بالإضافة إلى التجربة النووية التي أجرتها كوريا الشمالية في يناير أديا إلى إعلان كوريا الجنوبية والولايات المتحدة قرار بدء مفاوضات رسمية لنشر منظومة الدفاع الصاروخي الأمريكية ثاد في كوريا الجنوبية. وهي خطوة لم تلق استحسانًا لدى الصين التي أشارت المتحدثة باسم خارجيتها إلى أن «الدول التي تطمح لتأمين نفسها يجب أن تأخذ بعين الاعتبار مصالح الدول الأخرى في مجال الأمن».

## الإطلاق
كانت السلطات الكورية الشمالية قد أخطرت المنظمة البحرية الدولية باعتزامها إطلاق قمر اصطناعي في الفترة ما بين 8 إلى 25 فبراير. أعلنت القوات البحرية الكورية الجنوبية انتشال 3 قطع من فوهة طائرة تعود لحطام الصاروخ كانت مغمورة في المياه على بعد 105 كلم من جزيرة أوتشونغ. وأرسل الاتحاد الدولي للاتصالات تحذيرًا للسلطات الكورية الشمالية إذ كان عليها أن تخطر أعضاء الاتحاد مسبقًا بخطتها لإطلاق قمر صناعي.

## ردود الفعل
- كوريا الجنوبية: أعلنت كوريا الجنوبية عن مزيد من القيود على دخول مواطنيها مجمع كيسونغ الصناعي المشترك المقام في مدينة كايسونغ الشمالية.[11] وفي 10 فبراير، أعلنت السلطات الكورية الجنوبية وقف العمل في المجمع المشترك بشكل كامل، وهي المرة الثانية بعد إيقافه كرد فعل على أحداث مماثلة في 2013.[12]
- اليابان: ذكر وزير الخارجية فوميو كيشيدا إن الحاجة لفرض المزيد من العقوبات على كوريا الشمالية تزايدت بعد إجرائها إطلاق الصاروخ.[13]
- الصين: ذكرت وزارة الخارجية أن نائب وزير الخارجية ليو تشينمين اجتمع على نحو عاجل بالسفير الكوري الشمالي وسلمه مذكرة احتجاج رسمية على إطلاق الصاروخ.[7]
- روسيا: ذكر مندوب روسيا الدائم لدى مجلس الأمن فيتالي تشوركين أن هناك حاجة إلى قرار عقوبات جديدة على كوريا الشمالية، مشيرًا إلى أن هذه العقوبات لا ينبغي أن تؤثر على الاقتصاد ومحذرًا من الإشارة إلى أي عمل عسكري ضد كوريا الشمالية في قرار مجلس الأمن.[14]
- الولايات المتحدة: أكد البنتاغون نجاح كوريا الشمالية في إطلاق قمر اصطناعي أو جسم مشابه في المدار.[15]
- ألمانيا: أشار وزير الخارجية فرانك فالتر شتاينماير إلى أن إطلاق الصاروخ «استفزاز غير مسؤول يتجاهل قرارت مجلس الأمن الملزمة ويضع الأمن الإقليمي في خطر مرة أخرى».[16]
- فرنسا: في بيان من الرئاسة في 7 فبراير، جاء التالي: «فرنسا تدين بأشد عبارات الحزم الانتهاك الفاضح الجديد من قبل كوريا الشمالية لقرارات مجلس الأمن».[17]
- تركيا: أصدرت وزارة الخارجية التركية بيانًا جاء فيه: «ندين بشدة انتهاك كوريا الشمالية لالتزاماتها الدولية، بإطلاقها صاروخًا بعيد المدى».[18]
- الأمم المتحدة: عقد مجلس الأمن في 7 فبراير اجتماعًا مغلقًا صدرت بعده إدانة لإطلاق الصاروخ وتعهد من المجلس بفرض عقوبات جديدة على كوريا الشمالية.[19]

## وصلات خارجية
- تتبع مباشر للقمر الاصطناعي (n2yo.com)